# Whitetop Mountain
Whitetop Mountain ist der zweithöchste Berg im US-Bundesstaat Virginia. Er gehört zur Gebirgskette der Blue Ridge Mountains. Der Berg hat eine Höhe von 1682 m über dem mittleren Meeresspiegel. Er befindet sich auf der Schnittstelle von Grayson County, Smyth County und Washington County. Er lässt sich sehr leicht über ausgewiesene Wanderwege erreichen.
Von 1932 bis 1939 fand auf dem Berg das White Top Folk Festival statt.